# 希拉里·斯马特
希拉里·斯马特（英語：Hilary Smart，1925年7月29日—2000年1月8日），美国男子帆船运动员。他曾代表美国参加1948年夏季奥林匹克运动会帆船比赛，获得一枚金牌。他于2000年在马萨诸塞州去世。

## 家庭
父亲保罗·斯马特。